# Vliethoven

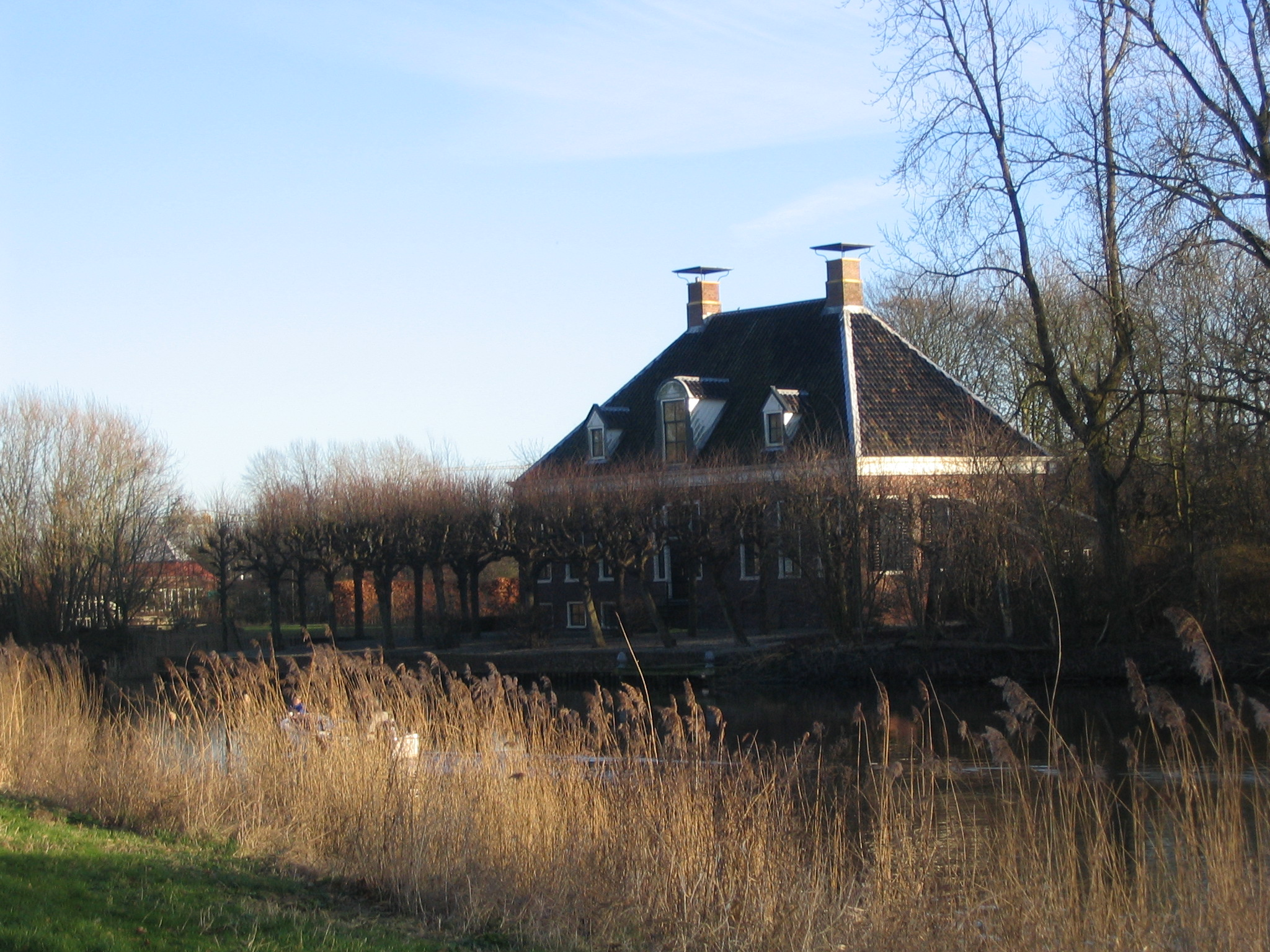
Vliethoven gezien vanaf het Trekpad langs het het Damsterdiep

Vliethoven is een tichelborg in de Nederlandse gemeente Eemsdelta. De borg ligt in de Delfzijlse wijk Tuikwerd, op ongeveer 2 kilometer ten noorden van Amsweer aan het Damsterdiep. Het complex, dat bestaat uit een huis en een overtuin met een boomgaard met twee kleine vijvers, is toegankelijk middels een toegangsdam vanaf het Zwet.

## Geschiedenis

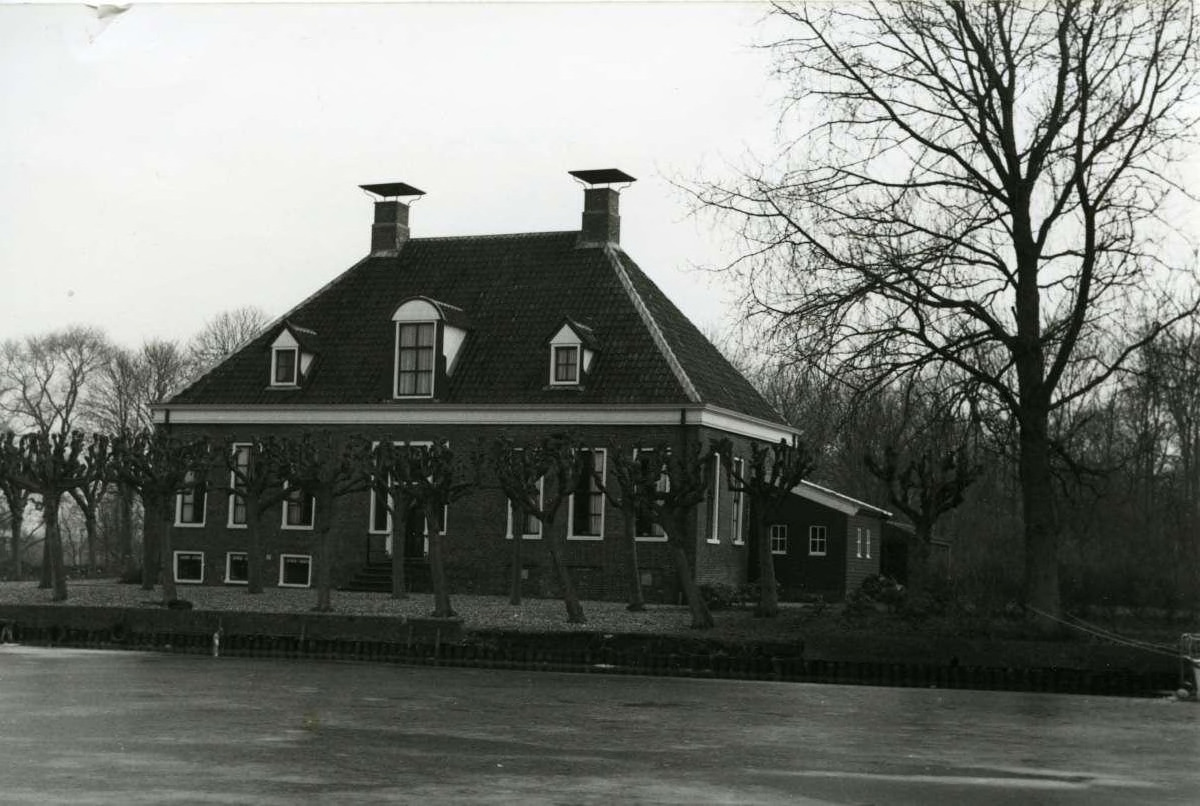
Vliethoven in 1978

Men vermoedt dat Vliethoven gesticht is in de 17e of begin 18e eeuw. Op 16 maart 1768 verscheen in de Groninger Courant een advertentie waarin de buitenplaats het Tuikwerder Tichelwerk, inclusief tuinen, boomgaarden en omliggende landerijen, te koop werd aangeboden. Het duurde echter tot 1 november 1769 voordat er een koper werd gevonden. Die koper was Eilko Eger Tamminga Sickinghe (1726-1807), een telg uit het geslacht Sickinghe, die destijds raadsheer was en later zou worden benoemd tot burgemeester van de stad Groningen. Op 1 mei 1770 verkochten Eilko Eger en zijn vrouw, Lamina Veldtman, de borg aan Jan Albert Joost Gruys (1745-1807), telg uit het geslacht Gruys. In 1772 komt dan voor het eerst de naam Vliethoven voor. In 1782 werd de borg door Jan Albert en zijn vrouw te koop aangeboden. In 1798 werd de borg gekocht door A.J. van der Werf. 
In 1970 werd het huis door G.H.C. de Muinck-Jansenius de Vries verkocht aan de gemeente Delfzijl. De gemeente had de grond nodig voor de realisatie van verpleeghuis Vliethoven. Bij de aankoop was ook het huis inbegrepen, dat deels dienstdeed als opslagruimte, archieflocatie en vergaderruimte voor het bestuur. Daarnaast werd de borg bewoond door de tuinman. Sinds 1998 is de borg in particuliere handen. 

## Rijksmonument
Het landhuis, de tuin en enkele tuinelementen zijn sinds 2005 een rijksmonument. Vliethoven wordt beschouwd als van algemeen belang. Als argument wordt gegeven, naast de ouderdom, de "goed bewaarde en herkenbare eenheid van huis met overtuin". Ook is dit een van de weinige nog bestaande buitenplaatsen van de vele die ooit aan het Damsterdiep hebben gelegen, een soortgelijke situatie als die langs de Utrechtse Vecht. De borg Vliethoven was verbonden met het Tuikwerder Tichelwerk. 

## Geriatrisch verpleeghuis
Op het terrein van Vliethoven staat een geriatrisch verpleeghuis met dezelfde naam, dat in de jaren 1970 werd opgericht door de Vereniging Tot Christelijke Liefdadigheid, die eerder ook Groot Bronswijk in Wagenborgen oprichtte en later ook Nieuw Woelwijck stichtte. Tussen 2009 en 2012 liet Stichting De Hoven op deze locatie een nieuwe zorgvoorziening bouwen, bestemd voor 56 psychogeriatrische bewoners die intensieve begeleiding nodig hebben en niet meer zelfstandig kunnen wonen.